# Typ 95 Faltboot
Das Typ 95 Faltboot (japanisch 九五式折畳舟, kyūgo-shiki oritata fune) war ein Faltboot, das von 1935 bis 1945 vom Kaiserlich Japanischen Heer im Zweiten Japanisch-Chinesischen Krieg und während des Pazifikkrieges eingesetzt wurde. Die Bezeichnung Typ 95 deutet dabei auf das Jahr der Truppeneinführung, das Jahr Kōki 2595 bzw. 1935 nach gregorianischem Kalender, hin.

## Geschichte

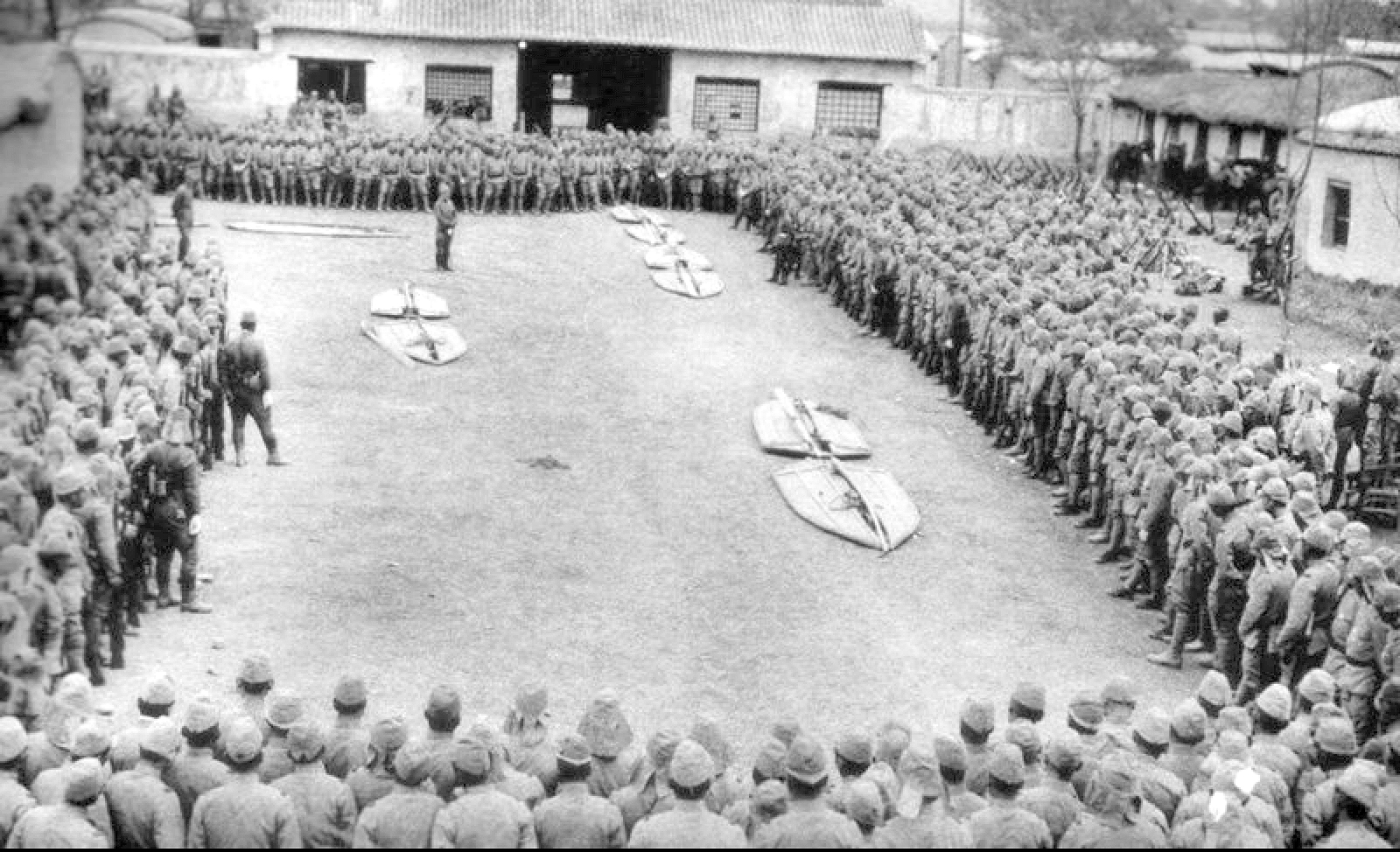
Pioniere der 2. Armee werden während der Schlacht um Xuzhou in den Gebrauch von Typ 95 Faltbooten eingewiesen.

1935 wurde im Kaiserlich Japanischen Heer das Typ 95 Faltboot eingeführt, um den Truppen ein Transportmittel zum schnellen Überqueren von Flüssen zu geben. Für den Transport wurde das Boot im gefalteten Zustand entweder auf Lastwagen oder speziell dafür konstruierte Fahrzeuge verladen. Das Faltboot hatte ein Gesamtgewicht von ca. 200 kg. Eine Besonderheit des Typ 95 war, dass es in zwei Teilen eingesetzt werden konnte. Das Vorderteil hatte eine Länge von 4,15 m und wog 98,5 kg. Vorne besaß es einen spitz zulaufenden Bug und war am Heck rechtwinklig abgeflacht. Das hintere Teil war 3,3 m lang und hatte ein Gewicht von 101,5 kg. Die beiden Teile wurden nach dem Zusammensetzen von Soldaten ins Wasser gelassen. Das Faltboot bot 3 Mann Besatzung und 16 Soldaten Platz. Die Bootshaut bestand aus Sperrholz. Verbindungen, Übergänge und flexible Teile waren mit Gummi abgedichtet. Der Auftrieb betrug ca. 5280 kg.
Im Bedarfsfall konnten mehrere Typ 95 zusammengebunden werden, um für Überquerungen von kleinen Flüssen schmale Brücken für die Infanterie zu bauen.
Das Typ 95 Faltboot war bis zum Kriegsende 1945 im Einsatz.